# Пайн-Ридж (Пенсільванія)
Пайн-Ридж (англ. Pine Ridge) — переписна місцевість (CDP) в США, в окрузі Пайк штату Пенсільванія. Населення — 2464 особи (2020).

## Географія
Пайн-Ридж розташований за координатами 41°8′38″ пн. ш. 74°59′10″ зх. д. / 41.14389° пн. ш. 74.98611° зх. д. (41.143894, -74.985988).  За даними Бюро перепису населення США в 2010 році переписна місцевість мала площу 6,18 км², з яких 6,14 км² — суходіл та 0,04 км² — водойми.

## Демографія
Згідно з переписом 2010 року, у переписній місцевості мешкало 2707 осіб у 869 домогосподарствах у складі 696 родин. Густота населення становила 438 осіб/км².  Було 1121 помешкання (181/км²).
Расовий склад населення:
| - 57,0 % — білих - 26,6 % — чорних або афроамериканців - 1,7 % — азіатів - 0,4 % — корінних американців - 10,6 % — осіб інших рас |

До двох чи більше рас належало 3,6 %. Частка іспаномовних становила 23,7 % від усіх жителів.
За віковим діапазоном населення розподілялося таким чином: 29,8 % — особи молодші 18 років, 62,2 % — особи у віці 18—64 років, 8,0 % — особи у віці 65 років та старші. Медіана віку мешканця становила 37,0 року. На 100 осіб жіночої статі у переписній місцевості припадало 97,4 чоловіків;  на 100 жінок у віці від 18 років та старших — 91,7 чоловіків також старших 18 років.
Середній дохід на одне домашнє господарство  становив 64 316 доларів США (медіана — 53 211), а середній дохід на одну сім'ю — 76 458 доларів (медіана — 57 419). Медіана доходів становила 47 833 долари для чоловіків та 51 042 долари для жінок. За межею бідності перебувало 18,9 % осіб, у тому числі 30,3 % дітей у віці до 18 років та 10,3 % осіб у віці 65 років та старших.
Цивільне працевлаштоване населення становило 977 осіб. Основні галузі зайнятості: роздрібна торгівля — 19,0 %, мистецтво, розваги та відпочинок — 18,6 %, освіта, охорона здоров'я та соціальна допомога — 17,8 %.